# Jordi Seguer Romero
Jordi Seguer Romero és un polític català, alcalde de Parets del Vallès des del 15 de juny de 2019 a 27 de gener de 2021 en representació d’Ara Parets Esquerra Republicana.